# Acanthermia guttata
Acanthermia guttata là một loài bướm đêm trong họ Noctuidae.